# Francesco Ciccolella
Francesco Ciccolella (* 21. Jänner 1990 in Salzburg) ist ein international tätiger österreichisch-italienischer Illustrator und Grafiker. Er lebt und arbeitet in Wien.

## Leben und Ausbildung
Ciccolella wurde 1990 in Salzburg geboren, wo er auch aufwuchs. Seine Mutter ist Österreicherin, sein Vater Italiener. Er studierte Grafik-Design in Wien, wo er 2015 an der Universität für angewandte Kunst Wien bei Oliver Kartak diplomierte und im darauffolgenden Jahr ein Studio für Illustration gründete.

## Werk

### Stil
Ciccolella, der zweisprachig aufgewachsen ist, spricht immer wieder davon, dass Illustration für ihn eine weitere Sprache sei. Dabei gelingt es ihm in seinen Zeichnungen Botschaften in lesbare „Bildideen zu verdichten“ und diese auf den Punkt zu bringen. In seiner Arbeit interessiert sich Ciccolella für Semiotik und visuelle Metaphern. Auch Humor spielt oft eine wesentliche Rolle, den er in seinen Bildern einsetzt um „unangenehme oder schlichtweg langweilige Inhalte leichter verdaulich zu machen“. Für seine Arbeit wurde Ciccolella u. a. mit dem Joseph Binder Award und einer Silbermedaille der Society of Illustrators in New York ausgezeichnet.

### Illustration und Auftragsarbeiten
Seit 2016 erscheinen Ciccolella’s Illustrationen regelmäßig auf den Seiten und Titelblättern internationaler Zeitungen und Magazine. Zu seinen Kunden zählen unter anderem Die Zeit, The Guardian, The New York Times, The New Yorker oder Der Spiegel.
Seit 2018 wird Ciccolella in Nordamerika von Ella Lupo und der Illustrations-Agentur Purple Rain Illustrators vertreten.
Nachdem im Jahr 2018 einige seiner Illustrationen im deutschen Nachrichtenmagazin Der Spiegel veröffentlicht wurden, lud Hans Magnus Enzensberger Ciccolella ein, mit ihm an dem Buch „Mark Twain: Aus den Erinnerungen von Adam und Eva“ zu arbeiten, welches 2019 im Hanser Verlag München erschien.
2020 bekam Ciccolella den Auftrag eine vielbeachtete Serie an Illustrationen für die italienische Kulturhauptstadt Parma zu entwerfen. 2022 schuf er einige Illustrationen für das Internationale Olympische Komitee.

### Ausstellungen und experimentelle Projekte
Neben Auftragsarbeiten für Medien, Unternehmen und Werbung arbeitet Ciccolella auch an selbst-initiierten und experimentellen Projekten. Seit 2016 entstehen Siebdrucke, Kunstdrucke, Mobiles, Zeichnungen und Publikationen.
2017 präsentierte Ciccolella im Rahmen seiner Ausstellung „Alternate Realities“ bei der Vienna Design Week eine Serie an Drucken und Objekten, in denen er sich mit dem post-faktischen Zeitalter beschäftigte.

## Publikationen
- Between The Lines, Verlag für moderne Kunst, Wien 2023, ISBN 978-3-99153-049-7
- Wien, Pool Publishing, Wien/Berlin 2021, ISBN 978-3-903572-61-4
- Mark Twain: Aus den Erinnerungen von Adam und Eva, geschrieben von Hans Magnus Enzensberger, Hanser, München 2019, ISBN 978-3-446-26246-1 (als Illustrator)